# 洪雅南星
洪雅南星（学名：[Arisaema hungyaense] 错误：{{Lang}}：文本有斜体标记（帮助））为天南星科天南星属的植物，为中国的特有植物。分布于中国大陆的四川省等地，目前尚未由人工引种栽培。